# Нижний Куюм
Нижний Куюм — село в Чемальском муниципальном районе Республики Алтай России, входит в  Узнезинское сельское поселение.

## Этимология
Топоним «Нижний Куюм» образован от одноимённого гидронима — названия реки Куюм.
До 1960-х годов существовали малые поселения Верхний Куюм и Средний Куюм. 

## География
Село расположено к югу от Горно-Алтайска, в долине реки Куюм (правый приток Катуни).

## Транспорт
В Нижний Куюм от Чемальского тракта ведет грунтовая дорога с твердым покрытием. Дорога проложена вдоль русла реки Куюм. Автобусного сообщения на 2024 год с Нижним Куюмом нет. Расстояние от Чемальского тракта до села 14,4 км.
Дальше вверх по реке Куюм идет сложнопроходимая дорога без покрытия.

## История
Впервые село Нижний Куюм упоминается в статистическом сборнике «Горный Алтай и его население» изданном в 1900 году по результатам экспедиции 1897 года. Составитель сборника и участник экспедиции С.П. Швецов. В издании подробно указываются населенные пункты, заимки и кочевья, а также заброшенные населенные пункты, куда по программе переселения 1870-1880-х годов были завезены крестьяне, но на момент экспедиции 1897 года эти пункты оказались опустевшими.
По территории Чемальского района в сборнике упоминаются многие села, в том числе Нижний Куюм, который упоминается впервые за всю историю публикаций отчетов миссионеров и статистиков. Предыдущий отчет был составлен за 1881-1882 годы, где Нижнего Куюма не было. Значит можно предположить, что оседлое село возникло во временном интервале с 1881 по 1897 годы. Село состояло из бревенчатых аилов. В сборнике есть пояснение, что аилом в данном случае называют отдельное строение или группу строений, принадлежащую одному хозяину.

## Инфраструктура
Индивидуальные хозяйства, пилорама

## Население
| 2010 | 2011 | 2012 | 2013 | 2014 | 2015 | 2016 |
| ---- | ---- | ---- | ---- | ---- | ---- | ---- |
| 16   | →16  | ↗19  | ↗20  | →20  | ↘19  | ↗21  |

## Известные личности
- Чунижеков, Чалчик Анчинович(1898-1973)- алтайский писатель и поэт.
- Кучияк, Павел Васильевич(1897-1943)- алтайский поэт и драматург.